# Hyde Parker Island
Hyde Parker Island är en ö i Kanada.   Den ligger i territoriet Nunavut, i den norra delen av landet, 3 600 km norr om huvudstaden Ottawa. Arean är 7,6 kvadratkilometer.
Terrängen på Hyde Parker Island är platt. Öns högsta punkt är 86 meter över havet. Den sträcker sig 6,7 kilometer i nord-sydlig riktning, och 2,6 kilometer i öst-västlig riktning.